# جنيه (عملة بريطانية)

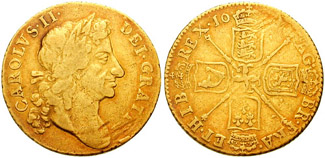
جنيه (عملة بريطانية)

الجنيه (بالإنجليزية: Guinea)‏ هو إحدى وحدات العملة المستعملة في دول المملكة المتحدة والتي كانت تستعمل جنباً إلى جنب مع الباوند الإنكليزي (الباوند الإسترليني) British Pound والذي كان يسمى أيضاً سوفرن وكانت التقسيمات بالنحو التالي:
Sterling Pound = 4 Crowns = 20 Shillings = 240 Pence
Guinea = 21 Shillings = 252 Pence
و هذا يعني أن الفرق بين الجنيه والباوند بسيط و محدود جداً, بحيث أن الـ 1Guinea = 1. 05 Pound...
مما يجدر الإشارة إليه أن كلا العملتين كانتا مستعملتين جنباً إلى جنب إلا أن المصادر التأريخية تشير أن استعمال الجنيه كان يستعمل في المعاملات الأرستقراطية أكثر من الباوند و هو وحدة العملة الأساسية و المحورية...
و لأن الجنيه كان يساوي 21 شلناً بالضبط, فقد ظهرت فئات الثلث, النصف و الجنيه الواحد... أما تقسيمات الباوند فقد كانت نصف باوند و باوند واحد...
أواخر إصدارات الجنيه Guinea كانت في أوائل القرن التاسع عشر, حيث تم الاكتفاء وعلى مايبدو بسك الباوند الإنكليزي الواحد والمعروف بالـ Soverign أو Sterling Pound حتى بدأت تختفي كلمة جنيه Guinea من الوجود تماماً,
بدأ تداول لفظ الجنيه في الدول العربية مع وجود السيطرة البريطانية على الشرق الأوسط في النصف الثاني من القرن التاسع عشر، وبالتحديد في مصر حيث كان العملة المستخدمة هي القرش، وتصادف أن كانت قيمة الـGuinea تساوي 100 قرش تقريبا، ومع مرور الوقت أصبحت كلمة ((الجنيــه)) وكما هو معروف الآن تعريباً لكلمة الـPound في كل العملات الصادرة في العصر الحديث والعملات الورقية وبعد انقضاء ما يقرب من القرنين من إبطال استعمال فئة الجنيه في الدولة الأم بريطانيا.